# دخمه مردگان پاریس
دخمه مردگان پاریس (به فرانسوی: Catacombes de Paris) زیرزمینی است در شهر پاریس در کشور فرانسه که محل نگهداری بقایای بیش از شش میلیون نفر در یک قسمت از معادن باستانی در تلاقی با شبکه‌های تونل زیرزمینی پاریس می‌باشد. این مکان واقع در جنوب دروازه باستانی شهرستان «بریره د-انفر» (دروازه جهنم) است. در زیر آن استخوان‌های هزاران مرده امانت‌گذاری شده‌است که همین امر یکی از دو مشکل اساسی مسئولان شهرستان برای تأسیس این شهر به حساب می‌آید.

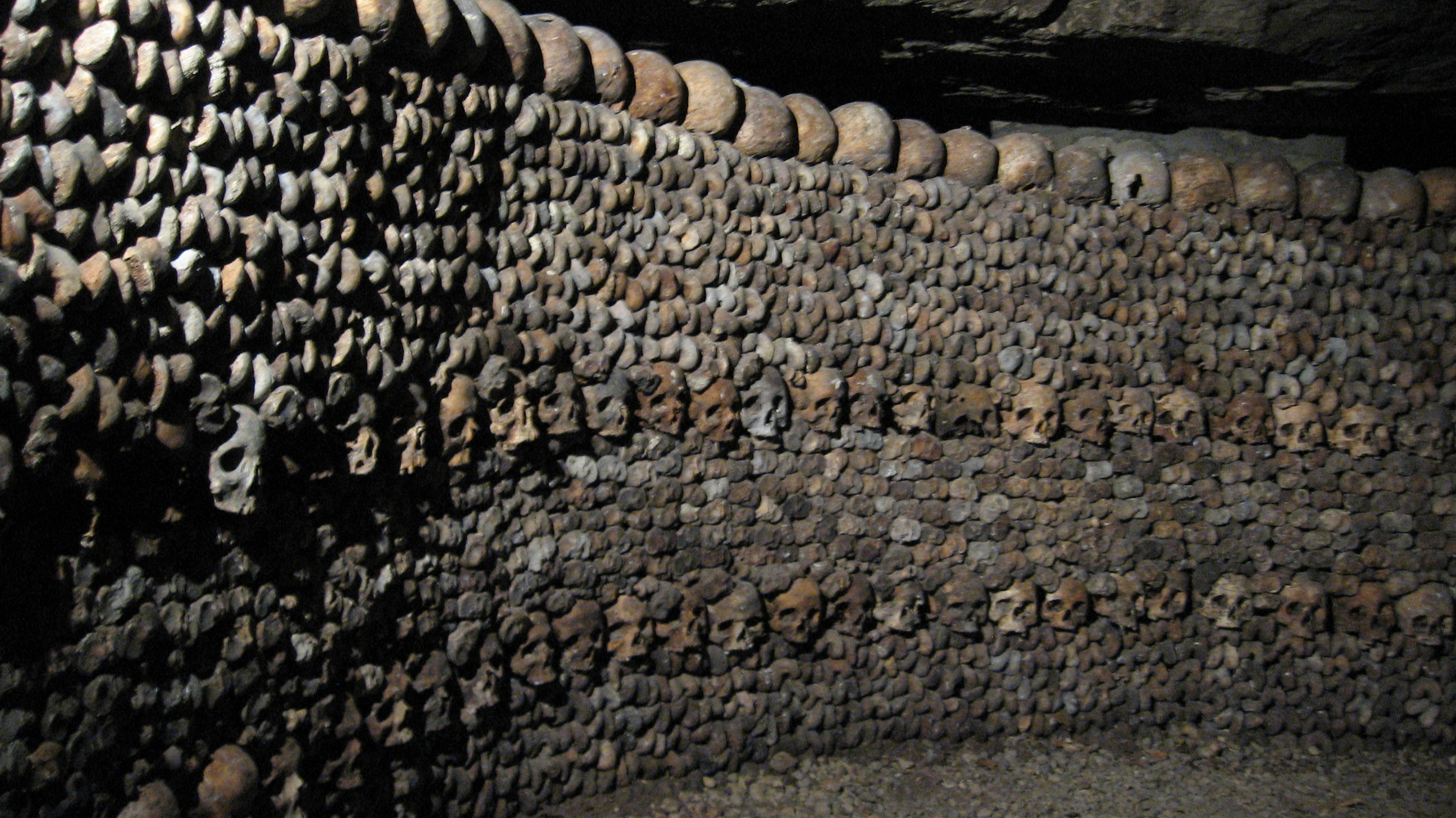
دخمه مردگان پاریس